# Купон преди Коледа
„Купон преди Коледа“ (на английски: The Night Before) е американски филм от 2015 година, комедия на режисьора Джонатан Ливайн по негов сценарий в съавторство с Иван Голдберг, Кайл Хънтър и Ариел Шафър.
В центъра на сюжета са трима приятели от детинство, които по традиция се срещат преди всяка Коледа и при последната си такава среща решават да открият легендарен купон, провеждан преди празника някъде в Ню Йорк. Главните роли се изпълняват от Джоузеф Гордън-Левит, Сет Роугън и Антъни Маки.